# Шмартно-об-Пакі
Шмартно-об-Пакі (словен. Šmartno ob Paki) — поселення в общині Шмартно-об-Пакі, Савинський регіон, Словенія. Висота над рівнем моря: 313,2 м.